# 39-я церемония «Грэмми»
39-я церемония вручения премий «Грэмми» состоялась 26 февраля 1997 года в Медисон-сквер-гарден, Нью-Йорк.
На церемонии были отмечены достижения музыкантов за предыдущий год. Главными победителями вечера стали Бэбифейс и The Beatles, получившие по 3 награды. Селин Дион, Тони Брэкстон, Шерил Кроу и The Fugees получили по две награды. Селин Дион — за «Лучший поп-альбом» и «Альбом года», а Тони Брэкстон — за «Лучшее женское R&B-вокальное исполнение» и «Лучшее женское поп-вокальное исполнение». Ведущей шоу была Эллен Дедженерес, которая также выступила на открытии вместе с Шоном Колвином, Бонни Рэйт и Чакой Хан.

## Основная категория
- Запись года
  - Babyface (продюсер) и Эрик Клептон за «Change the World»
- Альбом года
  - Roy Bittan, Jeff Bova, David Foster, Humberto Gatica, Jean-Jacques Goldman, Rick Hahn, Dan Hill, John Jones, Aldo Nova, Rick Nowels, Steven Rinkoff, Billy Steinberg, Jim Steinman, Ric Wake (продюсер) и Селин Дион за альбом «Falling Into You»
- Песня года
  - Gordon Kennedy, Wayne Kirkpatrick & Tommy Sims (авторы) за песню «Change the World» в исполнении Эрик Клэптон & Babyface / Wynonna
- Лучший новый исполнитель
  - Лиэнн Раймс (другие номинанты: Garbage, Джуэл, No Doubt, Tony Rich Project)

## Поп

### Лучшее вокальное поп-исполнение дуэтом или группой
- The Beatles — «Free as a Bird»

### Лучшее женское вокальное поп-исполнение
- Тони Брэкстон — «Un-Break My Heart»

### Лучшее мужское вокальное поп-исполнение
- Эрик Клэптон — «Change the World»

## Рок

### Лучшее женское вокальное рок-исполнение
- Шерил Кроу — «If It Makes You Happy»

### Лучшее мужское вокальное рок-исполнение
- Бек — «Where It's At»

### Лучшее вокальное рок-исполнение дуэтом или группой
- Dave Matthews Band — «So Much to Say»

### Лучшее хард-рок-исполнение
- The Smashing Pumpkins — «Bullet with Butterfly Wings»

### Лучшее метал-исполнение
- Rage Against the Machine — «Tire Me»

### Лучшая рок-песня
- Трейси Чэпмен (автор) — «Give Me One Reason»

### Лучший рок-альбом
- Шерил Кроу (продюсер) — «Sheryl Crow»

## Кантри
- Лучшая кантри-песня
  - Билл Мак (автор) за песню «Blue» в исполнении Лиэнн Раймс
- Лучший женский кантри-вокал
  - Лиэнн Раймс за «Blue»

## Фолк
- Лучший современный фолк-альбом
  - Брюс Спрингстин за альбом The Ghost of Tom Joad

## Классическая музыка

### Лучший классический альбом
- Joanna Nickrenz (продюсер), Leonard Slatkin (дирижёр), Michelle De Young, various artists, the Washington Choral Arts Society Male Chorus, the Washington Oratorio Society Male Chorus & the National Symphony Orchestra за альбом Corigliano: Of Rage and Remembrance

## R&B

### Лучшее R&B-исполнение дуэтом или группой
- The Fugees — «Killing Me Softly with His Song»

### Лучшее женское вокальное R&B-исполнение
- Тони Брэкстон — «You're Makin' Me High»

### Лучшее мужское вокальное R&B-исполнение
- Лютер Вандросс — «Your Secret Love»

## Джаз

### Лучший альбом современного джаза
- Wayne Shorter — «High Life»

### Лучший джазовый вокальный альбом
- Кассандра Уилсон — «New Moon Daughter»

## Музыкальное Видео

### Лучшее короткое музыкальное видео
- Vincent Joliet (продюсер), Joe Pytka (режиссёр) & The Beatles — «Free as a Bird»
  - Среди номинантов был Майкл Джексон — «Earth Song»

## Составление и аранжировка
- Best Instrumental Composition
  - Херби Хэнкок & Jean Hancock (композитор) за «Manhattan (Island of Lights and Love)» в исполнении Херби Хэнкока
- Best Song Written Specifically for a Motion Picture or for Television
  - Дайан Уоррен (автор) за «Because You Loved Me» (Тема из фильма Близко к сердцу) в исполнении Селин Дион
- Best Instrumental Composition Written for a Motion Picture or for Television
  - Дэвид Арнольд (композитор) за День независимости
- Best Instrumental Arrangement
  - Майкл Кэймен (аранжировка) за «An American Symphony (Mr. Holland’s Opus)»
- Best Instrumental Arrangement with Accompanying Vocal(s)
  - Alan Broadbent & Дэвид Фостер (аранжировка) за «When I Fall in Love» в исполнении Натали Коул вместе с Нэт Кинг Коул

## Персона года «MusiCares»
- Фил Коллинз